# Almut Sturm
Almut Sturm (* 4. April 1941) ist eine ehemalige deutsche Tennisspielerin. 

## Karriere
1959 gewann sie die Internationalen Jugendmeisterschaften von Berlin.
1963 wurde Sturm Deutsche Meisterin im Tennis.
Für die deutsche Federation-Cup-Mannschaft spielte sie insgesamt zwei Spiele im Einzel, von denen sie eines gewann.

## Abschneiden bei Grand-Slam-Turnieren

### Einzel
| Turnier       | 1962 | 1963 | 1964 | 1965 | Karriere |
| ------------- | ---- | ---- | ---- | ---- | -------- |
| Roland Garros | —    | —    | 2    | 2    | 2        |
| Wimbledon     | 3    | 1    | 2    | 1    | 3        |
| US Open       | —    | 1    | —    | —    | 1        |

### Doppel
| Turnier       | 1962 | 1963 | 1964 | 1965 | Karriere |
| ------------- | ---- | ---- | ---- | ---- | -------- |
| Roland Garros | —    | —    | 1    | 2    | 2        |
| Wimbledon     | 2    | 1    | AF   | —    | AF       |